# UFC Fight Night: Arlovski vs. Barnett
UFC Fight Night: Arlovski vs. Barnett (también conocido como UFC Fight Night 93) fue un evento de artes marciales mixtas celebrado por Ultimate Fighting Championship el 3 de septiembre de 2016 en el Barclaycard Arena, en Hamburgo, Alemania.

## Historia
El evento estelar contó con el combate entre los pesos pesados Andrei Arlovski y Josh Barnett.
El evento coestelar contó con el combate entre Alexander Gustafsson y Jan Błachowicz.